# Lijst van voetbalinterlands Griekenland - Sovjet-Unie
Deze lijst van voetbalinterlands is een overzicht van alle officiële voetbalwedstrijden tussen de nationale teams van Griekenland en de Sovjet-Unie. De landen speelden elf keer tegen elkaar. De eerste ontmoeting, een kwalificatiewedstrijd voor het Wereldkampioenschap voetbal 1966, werd gespeeld in Moskou op 23 mei 1965. Het laatste duel, een vriendschappelijke wedstrijd, vond plaats op 23 maart 1988 in Athene.

## Wedstrijden
| №  | Plaats       | Datum             | Competitie           | Wedstrijd                 | Uitslag |
| -- | ------------ | ----------------- | -------------------- | ------------------------- | ------- |
| 1  | Moskou       | 23 mei 1965       | WK 1966 kwalificatie | Sovjet-Unie – Griekenland | 3 – 1   |
| 2  | Piraeus      | 3 oktober 1965    | WK 1966 kwalificatie | Griekenland – Sovjet-Unie | 1 – 4   |
| 3  | Tbilisi      | 16 juli 1967      | EK 1968 kwalificatie | Sovjet-Unie – Griekenland | 4 – 0   |
| 4  | Piraeus      | 31 oktober 1967   | EK 1968 kwalificatie | Griekenland – Sovjet-Unie | 0 – 1   |
| 5  | Moskou       | 24 april 1977     | WK 1978 kwalificatie | Sovjet-Unie – Griekenland | 2 – 0   |
| 6  | Thessaloniki | 10 mei 1977       | WK 1978 kwalificatie | Griekenland – Sovjet-Unie | 1 – 0   |
| 7  | Jerevan      | 20 september 1978 | EK 1980 kwalificatie | Sovjet-Unie – Griekenland | 2 – 0   |
| 8  | Athene       | 12 september 1979 | EK 1980 kwalificatie | Griekenland – Sovjet-Unie | 1 – 0   |
| 9  | Athene       | 10 maart 1982     | Vriendschappelijk    | Griekenland – Sovjet-Unie | 0 – 2   |
| 10 | Moskou       | 23 september 1987 | Vriendschappelijk    | Sovjet-Unie – Griekenland | 3 – 0   |
| 11 | Athene       | 23 maart 1988     | Vriendschappelijk    | Griekenland – Sovjet-Unie | 0 – 4   |

## Samenvatting
| Competitie        | Totaal gespeeld | Winst Griekenland | Gelijk | Winst Sovjet-Unie | Doelsaldo Griekenland – Sovjet-Unie |
| ----------------- | --------------- | ----------------- | ------ | ----------------- | ----------------------------------- |
| WK-kwalificatie   | 4               | 1                 | 0      | 3                 | 3 − 9                               |
| EK-kwalificatie   | 4               | 1                 | 0      | 3                 | 1 − 7                               |
| Vriendschappelijk | 3               | 0                 | 0      | 3                 | 0 − 9                               |
| Totaal            | 11              | 2                 | 0      | 9                 | 4 − 25                              |